# 皇后崎停留場
皇后崎停留場（こうがさきていりゅうじょう）は、福岡県北九州市八幡西区皇后崎町に存在した、西日本鉄道北九州線の電停である。

## 歴史
- 1914年（大正3年）6月25日 - 九州電気軌道の停留場として開業[2]。
- 2000年（平成12年）11月26日 - 路線廃止に伴い廃駅。

## 駅構造
相対式ホーム2面2線を持つ地上駅である。黒崎方面行乗り場のみ、上屋が設置されていた。折尾方面へのホームは道路に挟まれた狭いもので、路面電車の安全地帯のような構造だった。駅名標も敷地の関係で当時の路面区間と同一タイプの駅名標を使用していた(安全地帯の標識は無し)

## 駅周辺
- 西日本鉄道皇后崎変電所
- 皇后崎下水処理場
- 神功皇后 上陸記念碑

## 現在の状況

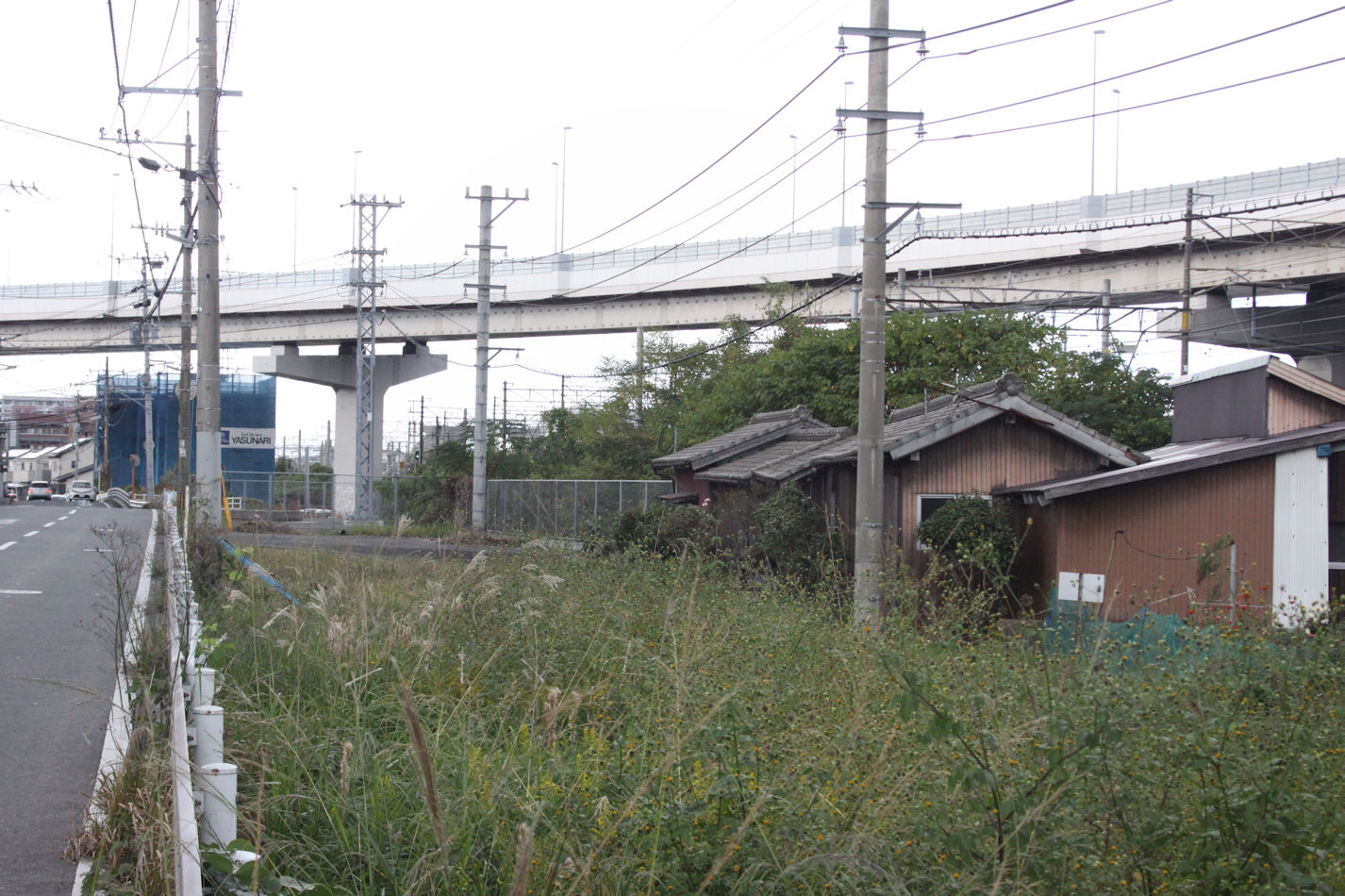
西鉄北九州線皇后崎停留場跡地（2016年11月）

- 2022年8月現在、ホームがあった場所にはTREASURE.Ddのオフィスになっている

## 隣の駅
西日本鉄道
北九州線
熊西停留場 - 皇后崎停留場 - 陣の原停留場